# Honorat de Bueil de Racan
« Racan » redirige ici. Pour les autres significations, voir Racan (homonymie).
Pour les autres membres de la famille, voir Famille de Bueil.
Pour les articles homonymes, voir Bueil.
Honorat de Bueil, seigneur (dit marquis) de Racan, né au manoir de Champmarin à Aubigné-Racan le 5 février 1589 et mort à Paris le 21 janvier 1670 , est un poète et écrivain français.

## Biographie
Son père Louis de Bueil (1544 - 1597) est maréchal de camp à l'armée du prince de Conti et chevalier de l'ordre du Saint-Esprit. Il achète vers 1569 dans la paroisse de Neuvy-le-Roi un fief consistant en un moulin et une petite ferme du nom de Racan.
Sa mère Marguerite de Vendômois du Vau (cf. Racines&Histoire : Vendômois du Vau, p. 17-20, p. 19-20 notamment), devenue veuve en 1597, dut faire face à une situation difficile : son mari lui avait laissé des dettes, Il fallut l'intervention du roi Henri IV pour qu'ils obtiennent un répit de deux ans. Sa mère meurt en 1602, il a 13 ans, il est recueilli par sa cousine Anne de Bueil, épouse de Roger de Saint-Lary, duc de Bellegarde, qui deviendra la tutrice de Racan.
Racan était baron de Longaulnay (bien acheté par ses parents en juillet 1591), mais il dut vendre cette baronnie en 1615 au marquis de Lavardin (cette vente avait pour but d'effacer ses dettes les plus criantes, dettes relevant principalement des suites de la dot de sa demi-sœur, et de celles concernant l'équipement de son père quand celui-ci fut fait, par Henri IV, Grand Maître de l'Artillerie en remplacement de François d'Espinay-Saint-Luc, tué au siège d'Amiens en 1597, siège où il sera lui-même tué, moins de trois semaines après…).
Il est placé comme page de la chambre du roi. Maître Mathurin Jamin, conseiller au siège royal de Château-du-Loir, fut nommé son curateur. Au commencement de l'année 1608, Honorat de Bueil (dit Racan) venait d'atteindre ses dix-neuf ans. Mathurin Jamin qui était le curateur du jeune orphelin depuis la fin de 1597 environ, avait rendu à celui-ci son compte de tutelle.
Tallemant des Réaux dans ses historiettes le décrit comme un rêveur et cite maints exemples ou Racan s'est illustré : 
« Une après-disnée, il fut extresmement mouillé. Il arrive chez Mme De Bellegarde et entre dans la chambre de Mme de Bellegarde, pensant entrer dans la sienne; il ne vit point Mme de Bellegarde et Mme des Loges, qui estoient chacune au coing du feu. Elles ne disent rien pour voir ce que ce maistre resveur feriot. Il se fait desbotter et di à son laquais : Va nettoyer mes bottes; je feray seycher yci mes bas. Il s'approche du feu, et met ses bas à bottes bien proprement sur les teste de Mme de Bellegarde et de Mme des Losges, qu'il prenoit pour deux chesnets; après il se met à se chauffer, elles se mordoient les lèvres de peur de rire, enfin elles esclatterent. ».
En 1627-1628, il participe à trois campagnes au siège de La Rochelle.
En 1628, à 39 ans, il épouse Madeleine du Bois (née en 1612), fille de Pierre du Bois  et de Françoise Olivier (fille de Suzanne de Chabannes-La Palice et de Jean Olivier du Hommet de La Rivière de Leuville, lui-même fils du chancelier Olivier), elle a 15 ans.
En 1631, il hérite de 400 000 livres au décès de Mme de Bellegarde (Anne de Bueil ci-dessus), mais à la suite d'interminables procès intentés par le comte de Sancerre, il ne touchera que 20 000 livres.
Il eut trois fils et une fille :
- Antoine de Bueil (1632 - 1684), dit le marquis de Racan, de Bueil, ou de Fontaines (-Guérin) : son père le qualifie de sot ; époux en 1660 de Louise, fille de Gilles de Bellanger de Vautourneux[6], dont : 
  - Honorat, dit le marquis de Racan ou de Bueil († 1709 à Malplaquet),
  - et Pierre-Antoine de Bueil de Racan, sgr. (de Fontaines : baronnie vendue vers 1690 à Louis Rouillé, père d'Antoine-Louis) et du Plessis-Barbe (à Bueil), x 1716 Jeanne-Madeleine-Catherine de Cotignon (cf. Louis Arnould : Racan, p. 615). Il cède Racan et le Plessis-Barbe en 1745 à Michel-Roland des Escotais
- Louis de Bueil (1633 - 1698), dit le chevalier de Racan ou de Bueil
- Honorat de Bueil (1635 - 1652), mort à 16 ans, le préféré du poète[7]
- Françoise de Bueil (1637 - 1698), mariée au château de la Roche-Racan (alias La Roche-au-Majeur), le 26 novembre 1658, avec Charles de La Rivière, seigneur de Montigny, de Brèches et de la Cour de Broc, dont trois enfants :
  - Honorat de la Rivière (1660-1732), épouse le 22 avril 1686 au Puy-Notre-Dame Marie Madeleine de la Haye (5 enfants)
    - sa petite-fille, Anne-Thérèse de la Rivière (1738-1767), épouse Jacques de Savonnières de La Maison-Rouge le 21 juin 1762 (descendance : Jean Lefebvre d'Ormesson, académicien)

  - Apolline de la Rivière épouse Louis de Poret (2 enfants)
  - Françoise-Anne de la Rivière, née le 20 août 1661 à Couesmes, épouse le 21 avril 1700 à Versailles Notre-Dame, Jean de Surmay, écuyer et officier de bouche du Roi (5 enfants) (descendance Millard de Bois Durand, et Laprée)

## Œuvres

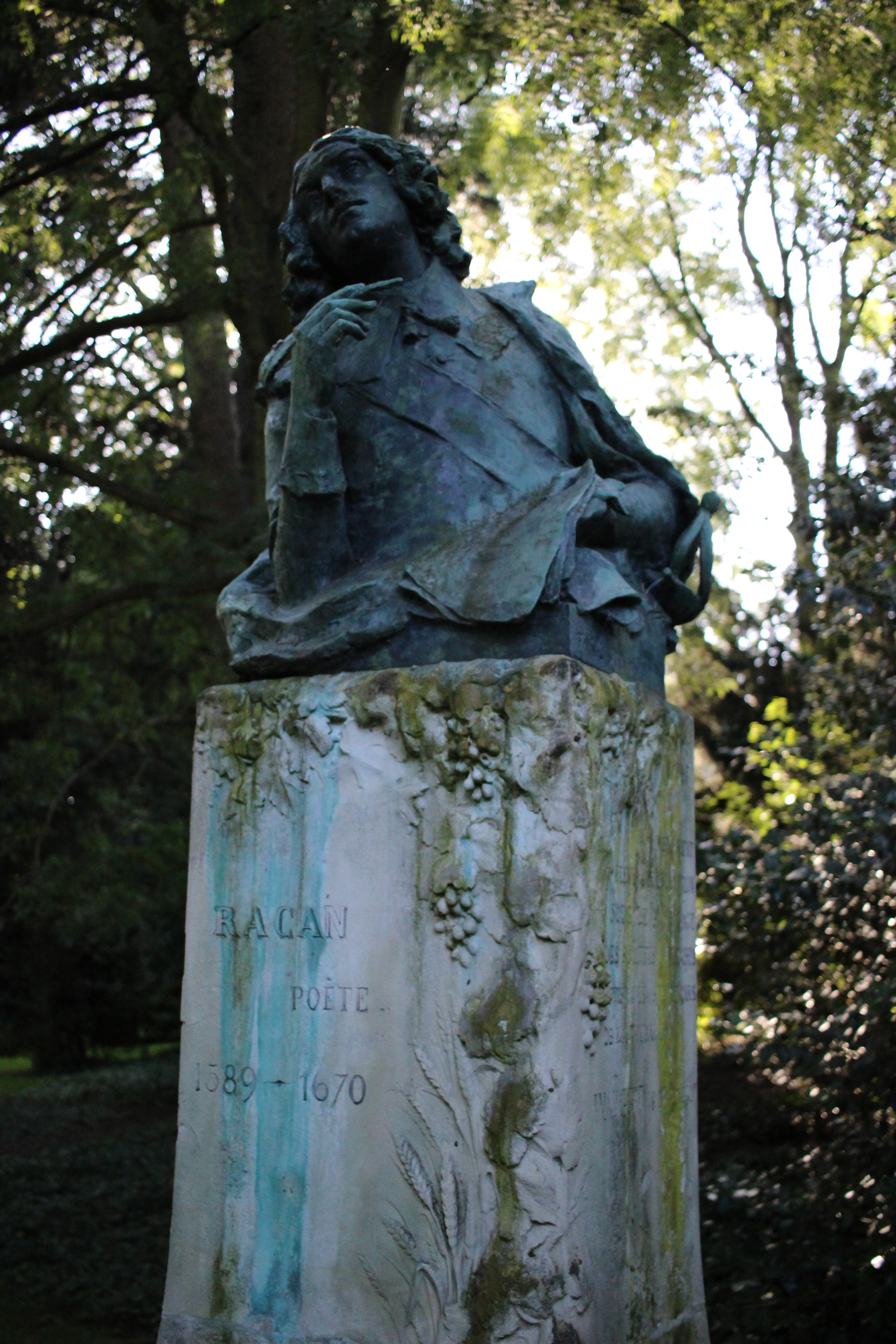
Buste de Racan par le sculpteur François Sicard, à Tours.

Il entreprend ses premiers essais poétiques peu après et rencontre Malherbe en 1605. Ce dernier demeure son ami et son maître.
En 1618 il écrit ses Stances sur la retraite, où l'expérience personnelle assume toute une tradition poétique (des Anciens à du Bartas et à Desportes) :
« Agréables déserts, séjour de l'innocence,

Où, loin des vanités, de la magnificence,

Commence mon repos et finit mon tourment,

Vallons, fleuves, rochers, plaisante solitude,

Si vous fûtes témoins de mon inquiétude,

Soyez-le désormais de mon contentement. »
À nouveau, en 1619, épris cette fois de Catherine de Thermes, alias Arthénice, il compose sa pastorale dramatique Arthénice ou les Bergeries, où transparaît l'influence italienne, qui le rend célèbre. Au cours des années 1621 et 1622 il fait la guerre contre les Protestants, se trouve au siège de la Rochelle, puis au pas de Suse. Entre-temps, il épouse en 1628 Madeleine du Bois. Retiré sur ses terres de Touraine en 1630, il ne les quitte que pour remplir ses fonctions de soldat. En 1634, il entre à l’Académie française, où il occupe le fauteuil 30, et quitte l'armée définitivement aux alentours de 1639.
Il compose ses Mémoires pour la vie de Malherbe ainsi que diverses adaptations des psaumes (Sept Psaumes, 1631 ; Odes sacrées, 1651 ; Cent neuf psaumes, 1654).

## Édition française
- Racan, Œuvres complètes, Édition critique par Stéphane Macé, Éditions Honoré Champion, 2009.

## Œuvres complètes en ligne
- Œuvres complètes de Racan, Tome I, Tome II, annotées par Jean-Baptiste Tenant de Latour ; avec une notice biographique et littéraire par Antoine de Latour, Paris, P. Jannet, 1857

## Honneurs et distinctions
- Une statue en son hommage au jardin des Prébendes d'Oé
- Son nom a été ajouté à celui de sa commune natale (Aubigné-Racan) en 1934.
- Son nom a été ajouté à celui de la commune où il possédait le château de la Roche (Saint-Paterne-Racan) en 1936.
- Son nom a été donné au lycée polyvalent de Château-du-Loir (Sarthe)